# Radu Lefter
Radu Lefter (n. 31 martie 2001, Cobîlea, raionul Șoldănești, Republica Moldova) este un luptător din Republica Moldova.

## Carieră
Sportivul a luat medalia de bronz la Campionatul European de Cadeți din 2017. La Campionatul European de Juniori din 2019 a obținut argintul. La Europenele de Tineret (sub 23) a obținut două medalii de bronz (2022 și 2023), una de argint (2021) și în 2024 a cucerit titlul la categoria de 97 kg. În anii 2021 și 2023 el a devenit vicecampion mondial de tineret.
În anul 2024 Radu Lefter a participat la Jocurile Olimpice de la Paris la categoria de 97 kg. În optimi a fost învins de Zbigniew Baranowski.
El a luptat din 2022 pentru KSK Konkordia 1924 Neuss, Germania. În 2024 a semnat cu KSV Witten din Bundesliga.